# Эдинбург, Джастин
Джастин Чарльз Эдинбург (англ. Justin Charles Edinburgh; 18 декабря 1969, Базилдон — 8 июня 2019, Большой Лондон) — английский футболист и футбольный тренер.

## Игровая карьера
Эдинбург начал свою карьеру в клубе «Саутенд Юнайтед», подписав с ним контракт в августе 1988 года. Джастин, как правило, играл на позиции левого защитника. Он помог «ловцам креветок» получить продвижение в Четвертый дивизион Футбольной лиги в 1990 году. Во всех турнирах он сыграл 47 игр за «Саутенд», забив один гол.
Джастин перешёл в «Тоттенхэм» за £150 000 в январе 1990 года, первоначально на правах аренды. Он присоединился к «шпорам» на постоянной основе в июле 1990 года и дебютировал за новый клуб 10 ноября 1990 года, выйдя на замену в матче с «Уимблдоном» (4:2). Эдинбург играл за «Тоттенхэм» до 2000 года. Он стал обладателем Кубка Англии в 1991 году, несмотря на то, что сыграл за клуб всего 12 игр в чемпионате. Он стал обладателем Кубка Лиги с командой в 1999 году. Джастин получил медаль, несмотря на его удаление в финале за фол на Робби Сэвидже. Как показал послематчевый анализ, красная карточка была показана несправедливо. В общей сложности Эдинбург сыграл за «Тоттенхэм» 190 матчей в чемпионате (23 раза выходя на замену) и забил один гол.
Эдинбург перешёл в «Портсмут» в марте 2000 года, сумма трансфера составила £175 000. В течение следующих двух лет сыграл в 35 матчах в лиге и забил гол в матче против «Шеффилд Юнайтед». Однако в победном для «Портсмута» сезоне 2002/03 он не сыграл ни одного матча и в июле 2003 года присоединился к клубу «Биллерики Таун» в качестве играющего тренера. В этом клубе Джастин Эдинбург окончательно завершил игровую карьеру.

## Тренерская карьера
В январе 2006 года он покинул «Биллерики Таун» и стал главным тренером полупрофессиональной команды «Фишер Атлетик». Фишер занял третье место в Премьер дивизионе Истмийской Лиги в сезоне 2005/06 и победил «Хэмптон энд Ричмонд» 3:0 в финале плей-офф за выход в Южную конференцию. В ноябре 2006 года Эдинбург расторг контракт «Фишер Атлетик» по обоюдному согласию.
В декабре 2006 года Джастин присоединился к клубу «Грейс Атлетик» в качестве помощника главного тренера Энди Кинга и занял пост главного тренера 5 января 2007 года после отставки Кинга. В первом матче под руководством Эдинбурга его команда проиграла 3:1 «Саутпорту». Тренерская карьера Джастина в «Грейс Атлетик» завершилась 20 февраля 2008 года после того, как его контракт был расторгнут по обоюдному согласию. На момент его ухода клуб находился на 14 месте в Национальной конференции.
9 апреля 2008 года было объявлено, что Эдинбург стал помощником Колина Липпьятта в «Уокинге» после ухода Фрэнка Грея и Джерри Мерфи, однако на сезон 2008/09 его контракт продлён не был.

### Рашден энд Даймондс
В октябре 2008 года Эдинбург стал помощником главного тренера Гарри Хилла в клубе Национальной конференции «Рашден энд Даймондс». 10 февраля 2009 года Джастин был назначен на должность исполняющего обязанности главного тренера после отставки Хилла, а 24 апреля 2009 года был назначен главным тренером на постоянной основе. Он вывел команду на четвёртое место в сезоне 2009/10, благодаря чему команда вышла в матчи плей-офф за право участвовать в Футбольной лиге. Однако клуб не сумел выйти в финал плей-офф на «Уэмбли», неудачно выступив в обоих полуфинальных матчах против «Оксфорд Юнайтед».
В сезоне 2010/11 «Рашден энд Даймондс» финишировал в середине таблицы на 13-м месте. Летом 2011 года клуб был исключён из Национальной Конференции, а затем попал под внешнее управление, в результате чего Эдинбург покинул клуб.
В ноябре 2011 года Эдинбург дал показания на дознании по факту смерти голкипера клуба Дэйла Робертса в декабре 2010 года.

### Ньюпорт Каунти
4 октября 2011 года Эдинбург был назначен главным тренером «Ньюпорт Каунти», получив от предыдущего тренера Энтони Хадсона команду на 23 месте в Национальной Конференции. 6 октября 2011 года его ассистентом был назначен Джимми Дэк. «Ньюпорт Каунти» закончил сезон 2011/12 на 19-й позиции и смог остаться в лиге, а также вышел в финал Трофея Футбольной ассоциации, где 12 мая 2012 года на стадионе «Уэмбли» проиграл со счётом 2:0 «Йорку».
В августе 2012 года Эдинбург был выбран тренером месяца в Конференции после того, как «Ньюпорт Каунти» выиграл все пять стартовых поединков сезона 2012/13. В этом сезоне «Ньюпорт» занял 3 место, выйдя в стадию плей-офф. «Ньюпорт Каунти» выиграл финальный матч плей-офф против «Рексема» на стадионе «Уэмбли» со счётом 2:0 и вернулся в Футбольную Лигу после 25-летнего отсутствия. Эдинбург был назван тренером года в Национальной Конференции.
2 декабря 2013 года «Ньюпорт Каунти» объявил на своем официальном сайте, что, посоветовавшись с Эдинбургом, клуб отверг предложение «Портсмута» принять участие в собеседовании на должность главного тренера клуба. В январе 2014 года Эдинбург заявил, что он отверг неофициальное предложение возглавить клуб «Нортгемптон Таун». В своём первом сезоне в Футбольной лиге Эдинбург смог поднять «Ньюпорт Каунти» на 14 место во Второй лиге в сезоне 2013/14.

### Джиллингем

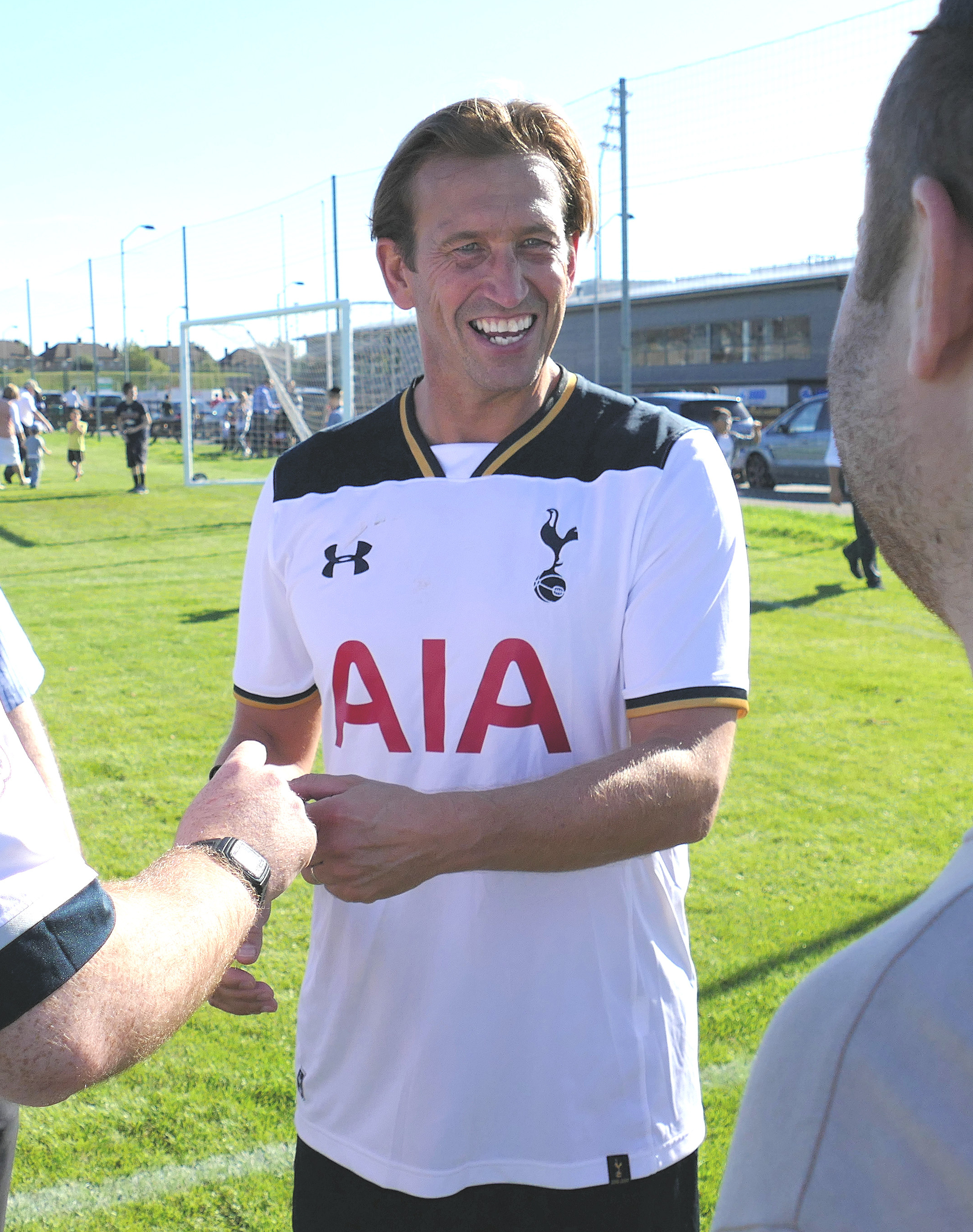
Эдинбург играет в благотворительном матче в сентябре 2016

7 февраля 2015 года, когда «Ньюпорт Каунти» шёл на шестом месте во Второй лиге, Эдинбург перешёл в клуб Первой лиги «Джиллингем». Новый клуб выплатил «Ньюпорту» компенсацию за досрочное расторжение контракта. Эдинбург поднял «Джиллингем» на 12 место в третьем эшелоне английского футбола после неудачного старта сезона: «Джиллингем» был на 20 месте, находясь всего в двух очках от зоны вылета.
В сезоне 2015/16, первом полноценном сезоне во главе клуба, Эдинбург вывел «Джиллингем» на второе место к концу года после победы 3:0 над «Миллуоллом». «Джиллингему» также удалось победить фаворита лиги «Шеффилд Юнайтед» со счётом 4:0 в первом туре. Однако, после нескольких серьёзных травм ведущих игроков, «Джиллингем» опустился на девятое место в Первой лиге, проиграв в последнем туре «Миллуоллу».
3 января 2017 года Эдинбург был уволен вместе со всем своим тренерским штабом, так как на тот момент клуб располагался на 17 месте в Первой лиге.

### Нортгемптон Таун
13 января 2017 года Эдинбург был назначен менеджером клуба Первой лиги «Нортгемптон Таун», подписав контракт на 2,5 года, формально вступивший в силу 16 января. 31 августа 2017 года Джастин был уволен в связи с неудачными результатами команды, в том числе серией из четырёх поражений в стартовых матчах сезона.

### Лейтон Ориент
29 ноября 2017 года Эдинбург возглавил клуб Национальной лиги «Лейтон Ориент», подписав контракт на 2,5 года. Под его руководством клуб выиграл чемпионат и получил продвижение в Футбольную лигу.

## Тренерская статистика
| Команда             | С               | По              | Результат | Результат | Результат | Результат | Результат | Прим.                |
| Команда             | С               | По              | И         | В         | Н         | П         | П %       | Прим.                |
| ------------------- | --------------- | --------------- | --------- | --------- | --------- | --------- | --------- | -------------------- |
| Грейс Атлетик       | 5 января 2007   | 20 февраля 2008 | 63        | 24        | 13        | 26        | 038,1     | [ 7 ] [ 8 ] [ 29 ]   |
| Рашден энд Даймондс | 10 февраля 2009 | 7 июля 2011     | 116       | 48        | 34        | 34        | 041,4     | [ 10 ] [ 11 ] [ 30 ] |
| Ньюпорт Каунти      | 4 октября 2011  | 7 февраля 2015  | 181       | 75        | 46        | 60        | 041,4     | [ 31 ]               |
| Джиллингем          | 7 февраля 2015  | 3 января 2017   | 101       | 39        | 26        | 36        | 038,6     | [ 31 ] [ 32 ]        |
| Нортгемптон Таун    | 16 января 2017  | 31 августа 2017 | 25        | 6         | 6         | 13        | 024,0     | [ 25 ] [ 26 ] [ 33 ] |
| Лейтон Ориент       | 29 ноября 2017  | 8 июня 2019     | 82        | 45        | 21        | 16        | 054,9     | [ 31 ]               |
| Всего               | Всего           | Всего           | 568       | 237       | 146       | 185       | 041,7     | —                    |

## Вне футбола
У Эдинбурга было двое детей от его жены Керри. Эдинбург владел двумя парикмахерскими со своим бизнес-партнером Джимом Шо.
3 июня 2019 года у Эдинбурга произошла остановка сердца. 5 дней спустя он умер в возрасте 49 лет.